# 盖罗尔茨豪森
盖罗尔茨豪森是德国巴伐利亚州的一个市镇。总面积10.39平方公里，总人口1325人，其中男性677人，女性648人（2011年12月31日），人口密度128人/平方公里。